# Indian Ridge Hospital Open Invitational
O Indian Ridge Hospital Open Invitational foi uma competição de golfe do PGA Tour, realizada uma vez, em 1969, na Indian Ridge Country Club de Andover, Massachusetts. O evento beneficiou o Hospital Infantil de Boston.

## Campeão
Monty Kaser foi o vencedor da competição, com 274 tacadas, dez abaixo do par.